# 2005 en musique
| \| • Retour à la chronologie générale de la musique populaire • \| |
| XXIe siècle • XXe siècle • XIXe siècle • XVIIIe siècle XVIIe siècle • XVIe siècle • XVe siècle • XIVe siècle XIIIe siècle • XIIe siècle • XIe siècle • Xe siècle IXe siècle • VIIIe siècle • Haut Moyen Âge • Rome • Grèce |
| • Retour à la chronologie générale de la musique populaire • |

| • Retour à la chronologie générale de la musique populaire • |

| Années de la musique populaire : 2002 - 2003 - 2004 - 2005 - 2006 - 2007 - 2008    |
| Décennies de la musique populaire : 1970 - 1980 - 1990 - 2000 - 2010 - 2020 - 2030 |

Cet article présente les faits marquants de l'année 2005 en musique.

## Faits marquants

### En France
- 33 millions de singles (dont 8 millions en téléchargement légal) et 83 millions d'albums sont vendus en France en 2005[1].
- Premiers succès de Grégory Lemarchal (Écris l'histoire) et Shy'm (Histoire de luv').
- Michel Sardou se produit au Palais des Sports du 3 au 20 février.
- Décès de Pierre Bachelet.

### Dans le monde
- Premiers succès de Rihanna (Pon de Replay), James Blunt (You’re beautiful), The Pussycat Dolls (Sway) et Chris Brown (Run It!).
- 2 juillet : Le Live 8 se tient simultanément dans 10 pays au profit de l'Afrique.
- The Rolling Stones commencent leur tournée A Bigger Bang, qui deviendra la seconde tournée la plus lucrative de tous les temps.
- Tournée internationale de U2 (dont 2 soirs au Stade de France).
- Tarja Turunen est expulsé de Nightwish après leur concert à Helsinki.

## Disques sortis en 2005
- Albums sortis en 2005
- Singles sortis en 2005

## Succès de l'année en France (singles)

### Chansons classées numéro 1
Cette liste présente, par ordre chronologique, tous les titres s'étant classés à la première place du Top 50 durant l'année 2005.
- Eric Prydz : Call on Me
- Amel Bent : Ma philosophie
- Ilona Mitrecey : Un monde parfait
- Crazy Frog : Axel F
- Crazy Frog : Popcorn
- Madonna : Hung Up
- Star Academy 5 : Santiano
- Johnny Hallyday : Mon plus beau Noël

### Chansons francophones
Cette liste présente, par ordre alphabétique, tous les titres francophones s'étant classés parmi les 10 premières places du Top 50 durant l'année 2005.
- A.S.I.E. : Et puis la terre
- Amel Bent : Ma philosophie
- Amel Bent : Le Droit à l’erreur
- Amel Bent : Ne retiens pas tes larmes
- Céline Dion : Je ne vous oublie pas
- Chimène Badi : Je viens du sud
- Clémence et Jean-Baptiste Maunier : Concerto pour deux voix
- Dezil' : San ou (la rivière)
- Emmanuel Moire : Je fais de toi mon essentiel
- Gage : Pense à moi
- Garou et Michel Sardou : La Rivière de notre enfance
- Garou et Marilou : Tu es comme ça
- Grégory Lemarchal : Écris l'histoire
- Ilona Mitrecey : Un monde parfait
- Ilona Mitrecey : C’est les vacances
- Ilona Mitrecey : Dans ma fusée
- Ilona Mitrecey : Noël, que du bonheur
- Jean Dujardin : Le Casse de Brice
- Johnny Hallyday : Ma religion dans son regard
- Johnny Hallyday : Mon plus beau Noël
- K. Maro : Sous l’œil de l’ange
- K. Maro et Shy'm : Histoire de luv'
- Kyo : Contact
- Lââm : Petite Sœur
- Le 6-9 : Un casting parfait
- Le Roi Soleil : Tant qu’on rêve encore
- Lorie : Toi et moi
- Lynnsha : Hommes… femmes
- M. Pokora : Elle me contrôle
- M. Pokora : Pas sans toi
- Magic System : Bouger bouger
- Mylène Farmer : Fuck Them All
- Mylène Farmer : Q.I
- Nâdiya : Si loin de vous
- Pierrick Lilliu : A cœur ouvert
- Pinocchio : T’es pas cap Pinocchio
- Pinocchio : Pinocchio en hiver (Kalinka)
- Pinocchio et Marilou : Petit papa Noël
- Plus belle la vie
- Raphaël : Caravane
- Sinsemilia : Tout le bonheur du monde
- Slaï : La Dernière Danse (Ne rentre pas chez toi ce soir)
- Star Academy 4 : Adieu monsieur le professeur
- Star Academy 5 : Santiano
- Star Academy 5 : Je ne suis pas un héros
- Star Academy 5 : À bicyclette
- Tina Arena : Aimer jusqu'à l'impossible
- Tragédie : Bye Bye
- Wallen : Donna
- Willy Denzey : Et si tu n'existais pas

### Chansons non francophones
Cette liste présente, par ordre alphabétique, tous les titres non francophones s'étant classés parmi les 10 premières places du Top 50 durant l'année 2005.
- 50 Cent : Candy shop
- Africanism : Zookey (Lift Your Leg Up)
- Akon : Lonely
- Bob Sinclar : Love Generation
- Booka : Mutoto
- Crazy Frog : Axel F
- Crazy Frog : Popcorn
- Crazy Frog : Jingle bells
- Daniel Powter : Bad day
- DHT : Listen to your heart
- Eric Prydz : Call on me
- Gwen Stefani : What you waiting for?
- Gwen Stefani et Eve : Rich Girl
- James Blunt : You’re beautiful
- James Blunt : Goodbye my lover
- Jay-Z et Linkin Park : Numb
- Jennifer Lopez : Get Right
- Juanes : La camisa negra
- Keane : Everybody’s Changing
- Madonna : Hung up
- María Isabel : Antes muerta que sencilla
- Mario : Let me love you
- Mickael Turtle : Ghostbusters
- Mister Cosmic : Space soap
- Moby : Lift Me Up
- Papa A.P. : Gasolina
- Papi Sánchez : Enamórame
- Paul Cless : Suavemente
- Pink : Get the Party Started
- Robbie Williams : Tripping
- Schnappi : Schnappi, das kleine Krokodil
- Sean Paul : Ever blazin’
- Shakira et Alejandro Sanz : La tortura
- Starsailor : Four to the Floor
- T.A.T.u. : All about us
- The Black Eyed Peas : Don’t phunk with my heart
- The Pussycat Dolls : Don’t Cha
- Triim : Pop the music

## Succès de l'année en France (albums)
Cette liste présente, par ordre alphabétique, les albums sortis en 2005 ayant obtenu une certification Platine ou Diamant en France.

### Disques de diamant (plus d'un million de ventes)
- Bénabar : Reprise des négociations
- James Blunt : Back to Bedlam
- Johnny Hallyday : Ma vérité
- Le Roi Soleil
- Madonna : Confessions on a Dance Floor
- Olivia Ruiz : La Femme chocolat
- Raphael : Caravane

### Doubles disques de platine (plus de600 000 ventes)
- Alain Souchon : La Vie Théodore
- Camille : Le fil
- Céline Dion : On ne change pas
- Coldplay : X&Y
- Julien Clerc : Double Enfance
- Marc Lavoine : L'Heure d'été
- Mylène Farmer : Avant que l'ombre...
- Robbie Williams : Intensive Care
- Roberto Alagna chante Luis Mariano
- Sean Paul : The Trinity

### Disques de platine (plus de300 000 ventes)
- Amel Bent : Un jour d'été
- Anaïs : The Cheap Show
- Cali : Menteur
- Daniel Powter : Daniel Powter
- Depeche Mode : Playing the Angel
- Enya : Amarantine
- Gorillaz : Demon Days
- Il Divo : Ancora
- Indochine : Alice et June
- Jean-Louis Aubert : Idéal standard
- Lara Fabian : 9
- Les Enfoirés : La compil, volume 3
- Lorie : Rester la même
- Lynda Lemay : Un paradis quelque part
- -M- : En tête à tête
- Mickey 3D : Matador
- Moby : Hotel
- Nolwenn Leroy : Histoires naturelles
- Rohff : Au-delà de mes limites
- Shakira : Oral Fixation Vol. 2
- Sinik : La Main sur le cœur
- The Corrs : Home
- Tina Arena : Un autre univers
- Yannick Noah : Métisse(s)

## Succès internationaux de l’année
Cette liste présente, par ordre alphabétique, les trente titres et albums ayant eu le plus de succès dans les charts internationaux en 2005,.

### Singles
- 50 Cent : Candy shop
- Akon : Lonely
- Backstreet Boys : Incomplete
- Bob Sinclar : Love Generation
- Ciara et Missy Elliot : 1, 2 Step
- Coldplay : Speed of Sound
- Crazy Frog : Axel F
- Daniel Powter : Bad Day
- Gorillaz : Feel good inc.
- Green Day : Boulevard of Broken Dreams
- Gwen Stefani : Hollaback Girl
- James Blunt : You're Beautiful
- Jay-Z et Linkin Park : Numb
- Jennifer Lopez : Get Right
- Juanes : La camisa negra
- Kanye West et Jamie Foxx : Gold digger
- Kelly Clarkson : Since U Been Gone
- Madonna : Hung Up
- Mariah Carey : We Belong Together
- Mariah Carey : It's Like That
- Mario : Let me love you
- Nelly et Tim McGraw : Over & over
- Rihanna : Pon de Replay
- Snoop Dogg, Charlie Wilson et Justin Timberlake : Signs
- Sugababes : Push the button
- The Black Eyed Peas : Don't Phunk with My Heart
- The Black Eyed Peas : My Humps
- The Pussycat Dolls : Don't Cha
- The Pussycat Dolls : Stickwitu
- Will Smith : Switch

### Albums
- 50 Cent : The massacre
- Audioslave : Out of exile
- Bon Jovi : Have a nice day
- Bruce Springsteen : Devils & dust
- Coldplay : X&Y
- Depeche Mode : Playing the angel
- Eminem : Curtain call - The hits
- Foo Fighters : In your honor
- Gorillaz : Demon days
- Il Divo : Ancora
- Il Divo : Il Divo
- Jack Johnson : In between dreams
- James Blunt : Back to Bedlam
- Kanye West : Late registration
- Kelly Clarkson : Breakaway
- Madonna : Confessions on a Dance Floor
- Mariah Carey : The Emancipation of Mimi
- Michael Buble : It's Time
- Michael Jackson : The Essential
- Nickelback : All the Right Reasons
- Oasis : Don't believe the truth
- Rob Thomas : ...Something to be
- Robbie Williams : Intensive care
- Shakira : Oral fixation, vol.2
- System of a Down : Mezmerize
- System of a Down : Hypnotize
- The Black Eyed Peas : Monkey Business
- The Game : The Documentary
- The Pussycat Dolls : PCD
- The Rolling Stones : A Bigger Bang

## Récompenses
- États-Unis : 48e édition des Grammy Awards
- États-Unis : American Music Awards 2005 (en)
- États-Unis : 2005 MTV Video Music Awards (en)
- États-Unis : 2005 Billboard Music Awards (en)
- Europe : MTV Europe Music Awards 2005
- Europe : Concours Eurovision de la chanson 2005
- France : 21e cérémonie des Victoires de la musique
- France : 7e édition des NRJ Music Awards
- Québec : 27e gala des prix Félix
- Royaume-Uni : Brit Awards 2005

## Formations et séparations de groupes
- Groupe de musique formé en 2005
- Groupe de musique séparé en 2005

## Naissances
- 21 janvier : IShowSpeed, vidéaste web, chanteur et rappeur américain
- 7 octobre : DJ Arana, producteur et disc-jockey brésilien
- 30 décembre : 310babii rappeur américain

## Décès
- 28 janvier : Jim Capaldi, musicien britannique, membre de Traffic
- 8 février : Keith Knudsen, musicien américain, membre de The Doobie Brothers
- 8 février : Jimmy Smith, organiste de jazz américain
- 13 février : Ndiaga Mbaye, auteur-compositeur-interprète sénégalais
- 15 février : Pierre Bachelet, chanteur français
- 10 mars : Danny Joe Brown, chanteur américain du groupe rock Molly Hatchet
- 11 mars : Aurelio Fierro, chanteur italien
- 13 mars : Yoshihisa Taïra, musicien japonais
- 15 mars : Jeremy Russell, membre du groupe rock Blue Cheer
- 30 mars : Derrick Plourde, chanteur américain du groupe punk rock Lagwagon et The Ataris
- 2 juillet : Salim Halali, chanteur algérien
- 3 juillet : Hedy West, chanteuse de folk et auteur-compositrice américaine
- 7 juillet : Henri Betti, compositeur et pianiste français
- 6 août : Ibrahim Ferrer, chanteur cubain
- 31 août : Eladia Blázquez, chanteuse et compositrice argentine de tango
- 20 novembre : Chris Whitley, musicien américain
- 25 décembre : Derek Bailey, guitariste britannique de musique improvisée